# Truman Capote

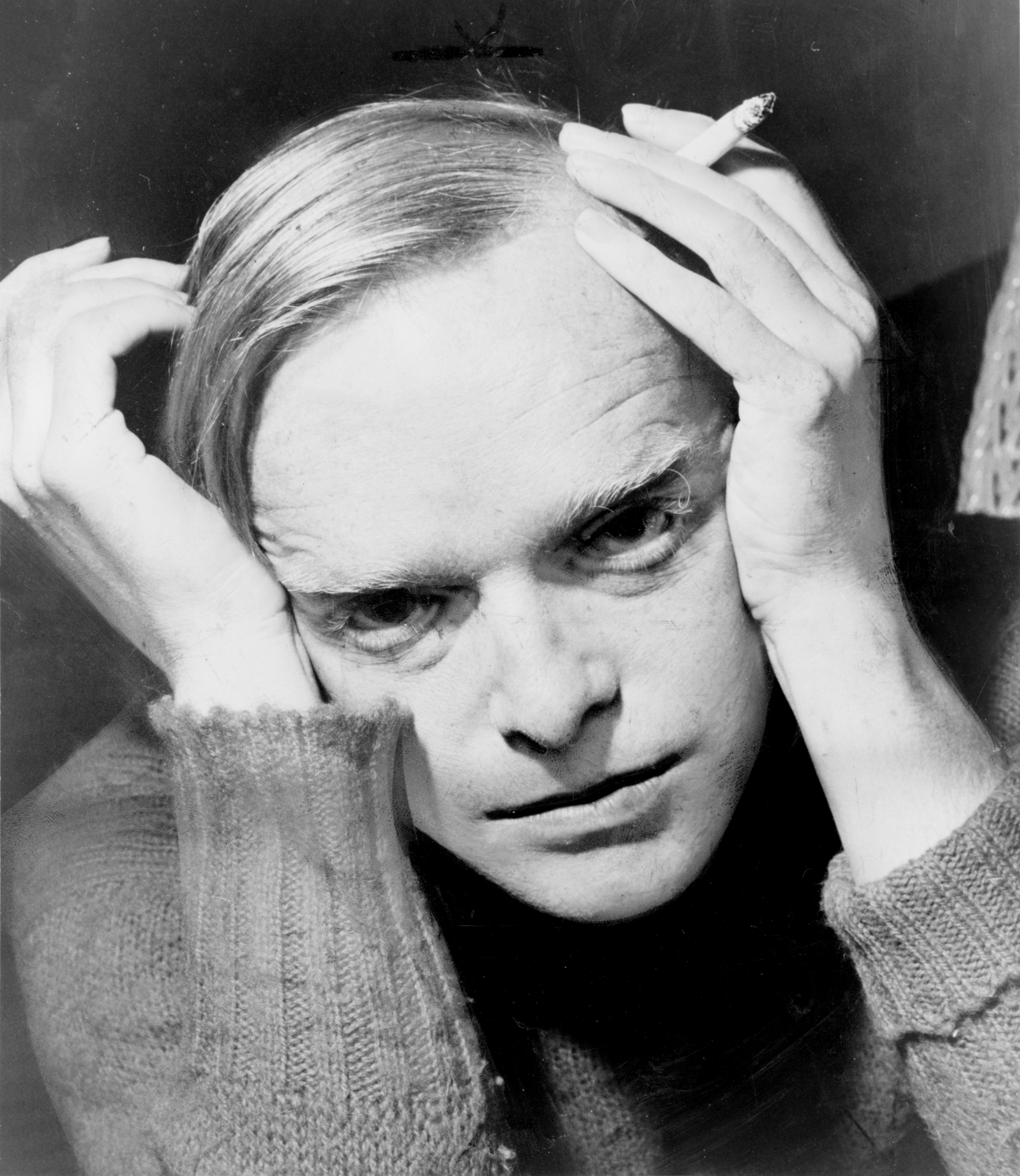
Truman Capote in 1959

Truman García Capote (New Orleans, 30 september 1924 – Los Angeles, 25 augustus 1984) was een Amerikaans schrijver. Hij schreef fictie, non-fictie, korte verhalen en theaterstukken. Zijn bekendste werken zijn In Cold Blood (1966) en de novelle Breakfast at Tiffany's (1958). Van zijn werken zijn ten minste twintig films en televisieseries gemaakt.

## Biografie

### Jeugd

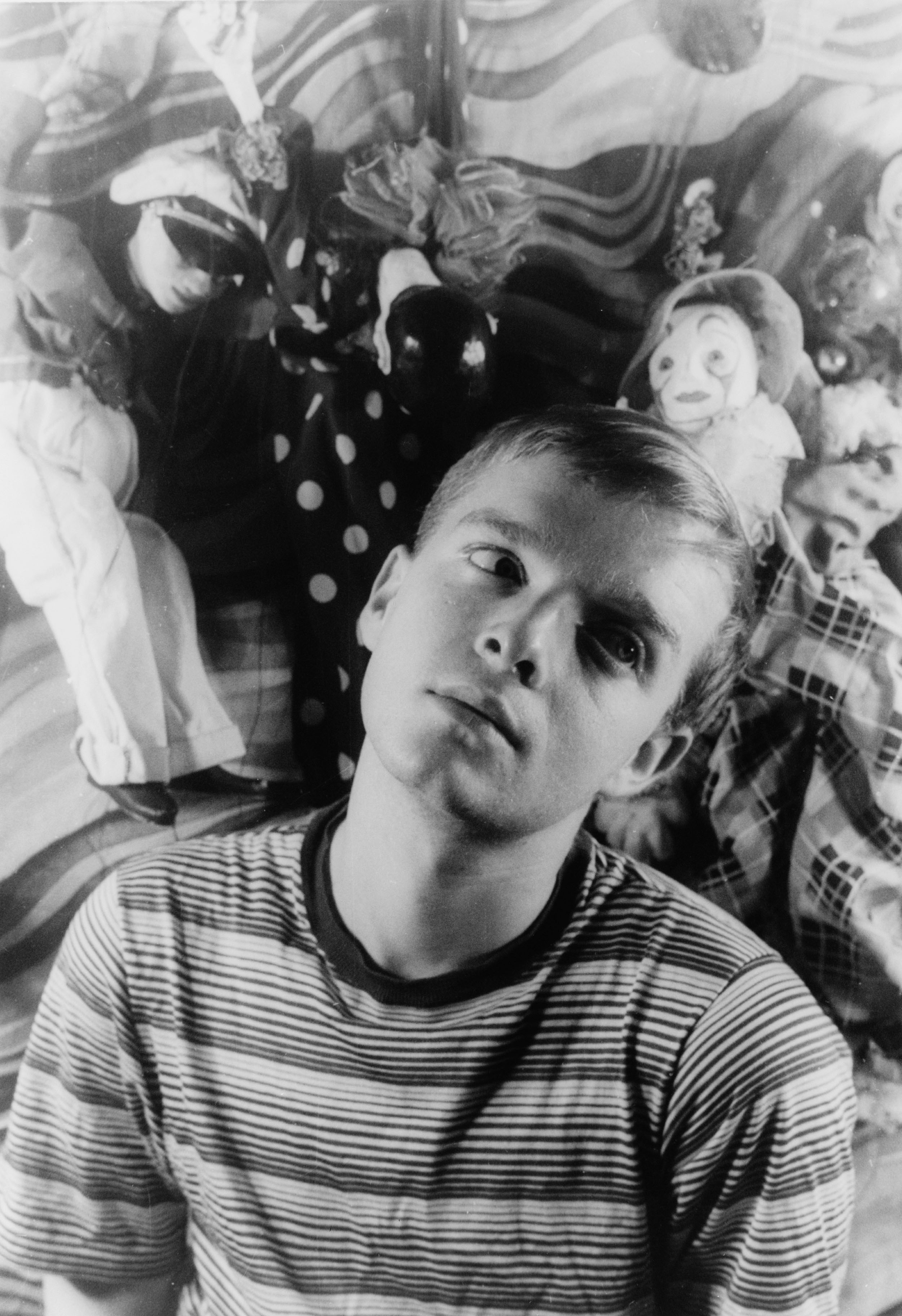
Capote in 1948, door Carl Van Vechten

Capote werd geboren als Truman Streckfus Persons in New Orleans. Hij was een eenzaam kind en leerde zichzelf lezen voordat hij naar de basisschool ging. Op zijn vierde verhuisde hij naar Monroeville waar hij bevriend raakte met de latere auteur Harper Lee, zijn buurmeisje. Met haar zou hij een levenslange vriendschap onderhouden en hij was van invloed op haar bekendste werk To Kill a Mockingbird. Capote zelf begon te schrijven op zijn achtste en beweerde op zijn negende al een boek te hebben geschreven. Toen hij 11 werd begon hij serieus aan het schrijven van boeken.
In 1933 verhuisde hij naar New York om met zijn moeder en haar tweede echtgenoot, Joseph Capote, te gaan leven, wiens naam hij ook aannam. Op school deed hij een IQ-test waaruit bleek dat hij een IQ van 215 had, het hoogste wat ooit op die school was gemeten. Toen hij zeventien was begon hij al te schrijven voor het tijdschrift The New Yorker.

### Actief als schrijver
Zijn debuutroman Other Voices, Other Rooms (1948) was direct een groot succes en werd een bestseller. Het boek stond meer dan negen weken bovenaan de literatuurlijst van de New York Times.
Na Other Voices, Other Rooms volgden er meer werken. Breakfast at Tiffany's was een succes, evenals In Cold Blood, een 'non-fictie roman' over een brute moord op een gezin in Holcomb (Kansas). Capote dook diep in de zaak en sprak met iedereen die ermee te maken had, onder wie de twee ter dood veroordeelde moordenaars. Hij raakte bevriend met hen waardoor het voor hem zeer moeilijk werd om het boek af te maken. Dit conflict was de basis voor een verfilming van deze periode in zijn leven: Capote (2005). Capote wordt in deze film gespeeld door Philip Seymour Hoffman, die voor zijn rol een Oscar kreeg als beste acteur. Hetzelfde thema werd ook het onderwerp voor Infamous (2006). In deze film wordt Capote gespeeld door Toby Jones.
Pas in 2005 verscheen Summer Crossing (in het Nederlands vertaald als Een zomer lang). Het manuscript van deze kleine roman, geschreven in de jaren veertig (nog voor Other Voices, Other Rooms), dook in 2004 op bij een veiling. Na het succes van In Cold Blood had Capote dit manuscript ('niet geschikt voor publicatie') bij het oudpapier gezet, waar het door een conciërge werd onderschept.

### Karakter
Capote was openlijk homoseksueel in een tijd waarin dat nog ongebruikelijk was. Hij stond bekend om zijn hoge, lispelende stem en aparte kleding. Zijn gelijkenis in levensstijl met de eveneens homoseksuele dandy, Oscar Wilde, is treffend. Hij was een beroemdheid in de literaire kringen van de Verenigde Staten en beweerde vele beroemdheden intiem te kennen, wat achteraf lang niet altijd waar bleek te zijn. Op 28 november 1966 gaf hij een gemaskerd bal in de grote balzaal van het Plaza Hotel in New York, ter ere van uitgeefster Katharine Graham.

### Latere leven en dood
In zijn latere leven leefde Capote teruggetrokken. Hij raakte verslaafd aan alcohol en drugs, wat grote negatieve gevolgen voor zijn gezondheid had. Hij leed vaak aan hallucinaties door zijn afhankelijkheid van stimulerende middelen. Capote overleed in augustus 1984 op 59-jarige leeftijd als gevolg van een overdosis in het huis van Joanne Carson, voormalig echtgenote van de beroemde tv-presentator Johnny Carson.
- Bibsys: 90053007
- Biblioteca Nacional de Chile: 000035750
- Biblioteca Nacional de España: XX1721230
- Bibliothèque nationale de France: cb11895085z (data)
- Catàleg d'autoritats de noms i títols de Catalunya: 981058513512606706
- CiNii: DA01098791
- Digitale Bibliotheek voor de Nederlandse Letteren: capo001
- Gemeinsame Normdatei: 118518992
- International Standard Name Identifier: 0000 0003 6864 1755
- Library of Congress Control Number: n79104227
- Nationale Bibliotheek van Letland: 000037496
- MusicBrainz: 6f9bcd85-facc-448e-92f8-7375b53273ac
- Bibliotheek van het Japanse parlement: 00435241
- Nationale Bibliotheek van Tsjechië: jn20000601124
- Nationale bibliotheek van Australië: 35025739
- Nationale Bibliotheek van Israël: 987007312008705171
- Nationale Bibliotheek van Polen: a0000001182682
- Nationale en Universitaire bibliotheek Zagreb: 000007316
- Nederlandse Thesaurus van Auteursnamen: 068954395
- Réseau des bibliothèques de Suisse occidentale: 02-A003075383
- Istituto Centrale per il Catalogo Unico: CFIV022708
- LIBRIS: 180991
- SNAC: w6df6v5w
- Système universitaire de documentation: 026765977
- Trove: 403848
- Union List of Artist Names: 500252062
- Virtual International Authority File: 51686739
- WorldCat: E39PBJw4C8frg7PhDWpJ8WcByd

1. ↑  Truman Capote: Dandy, Genie, Wrack. Kultur, Stern.de. [dode link]